# Kentucky Derby

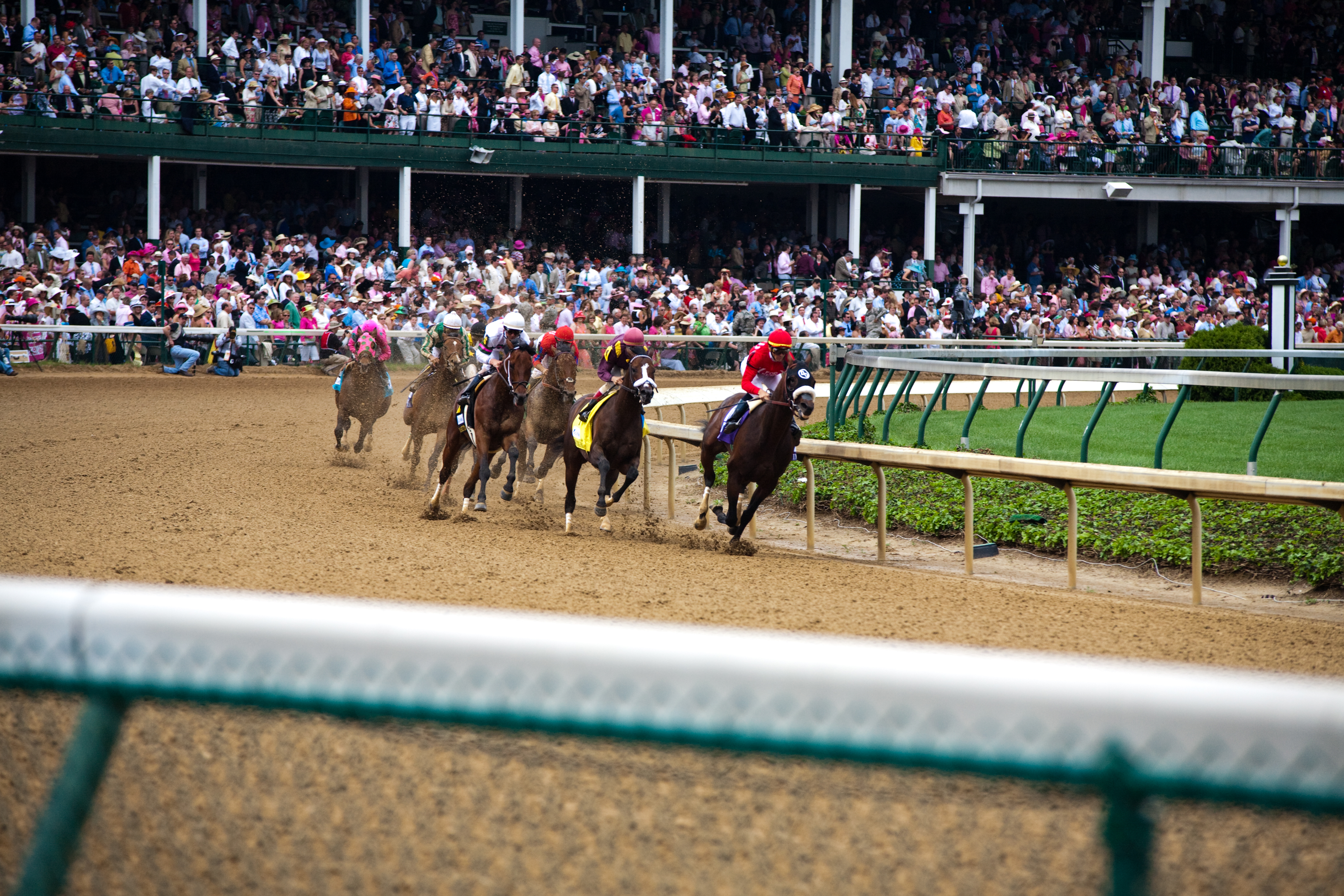
Das Kentucky Derby (2009)

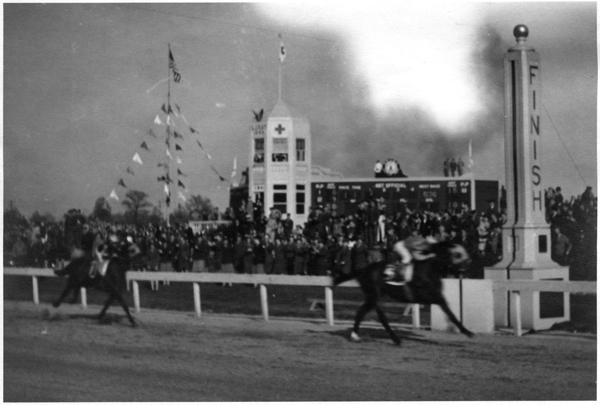
Count Fleet beim Derbysieg 1943

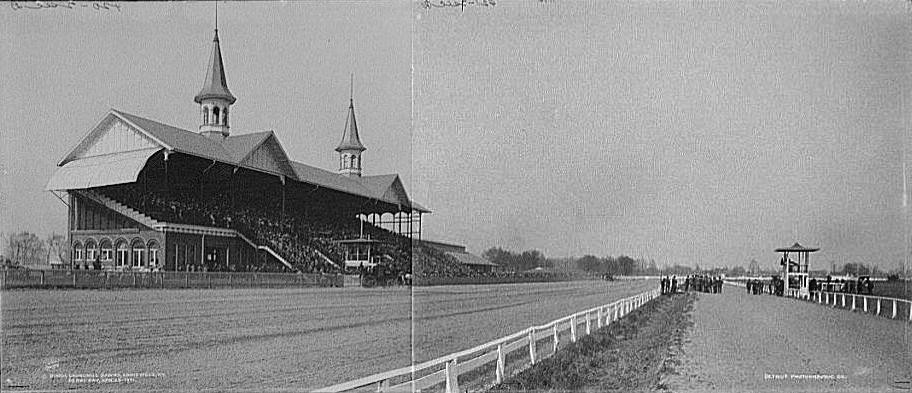
Churchill Downs, die Rennbahn in Louisville (1901)

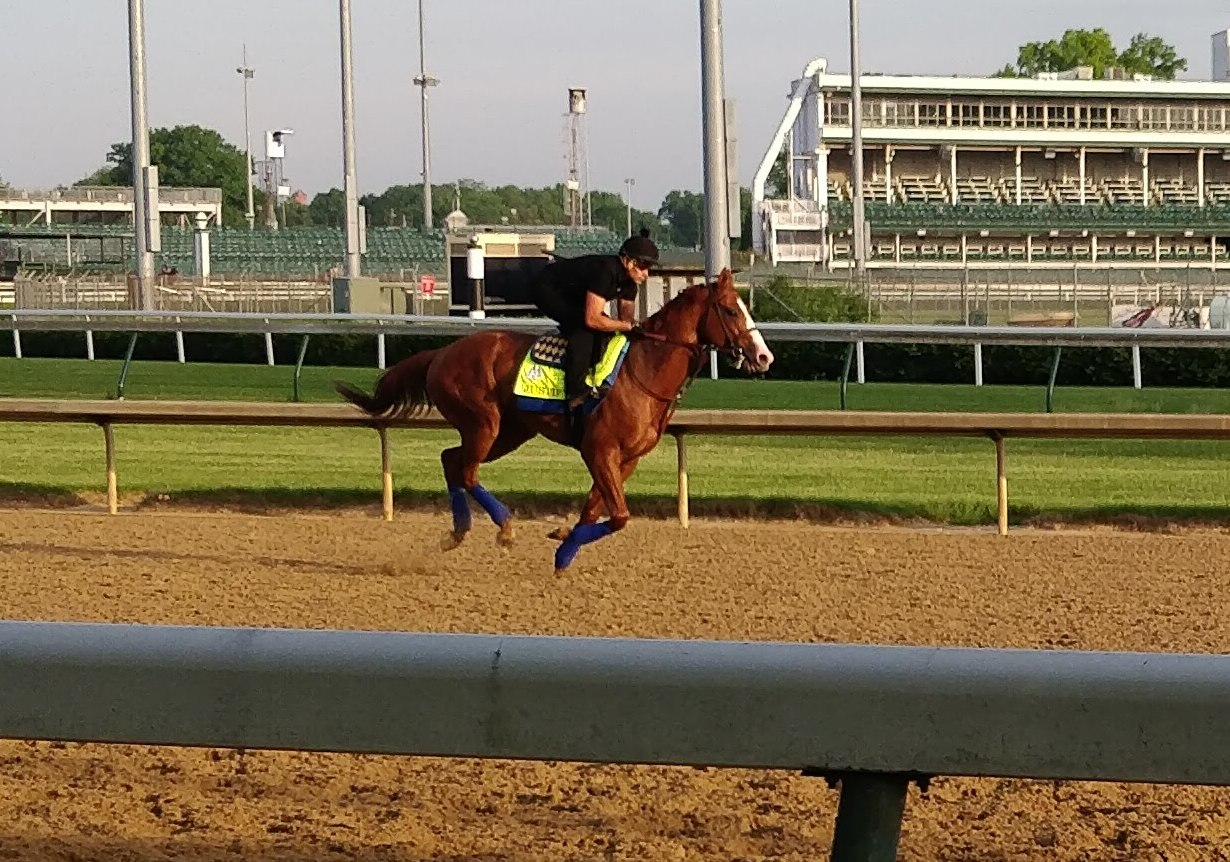
Justify, 2018

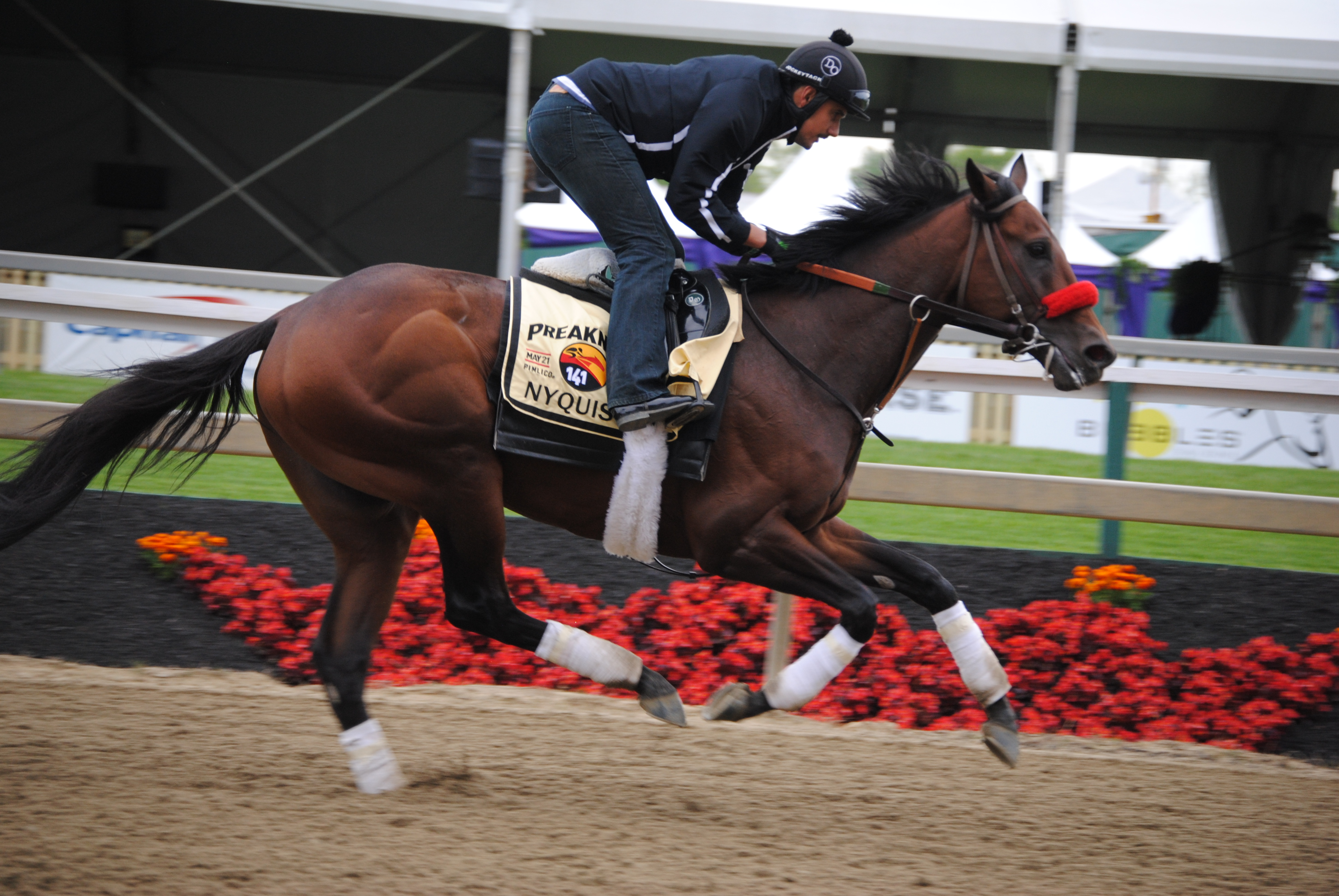
Nyquist, 2016

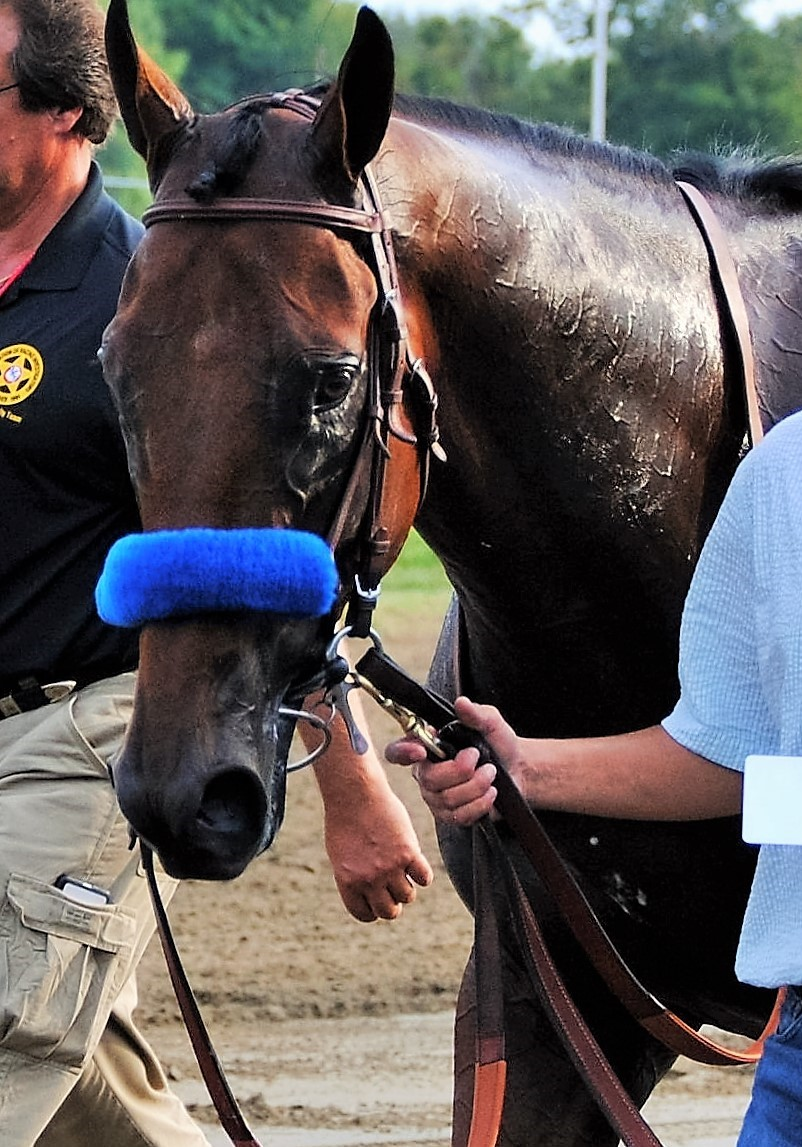
American Pharoah, 2015

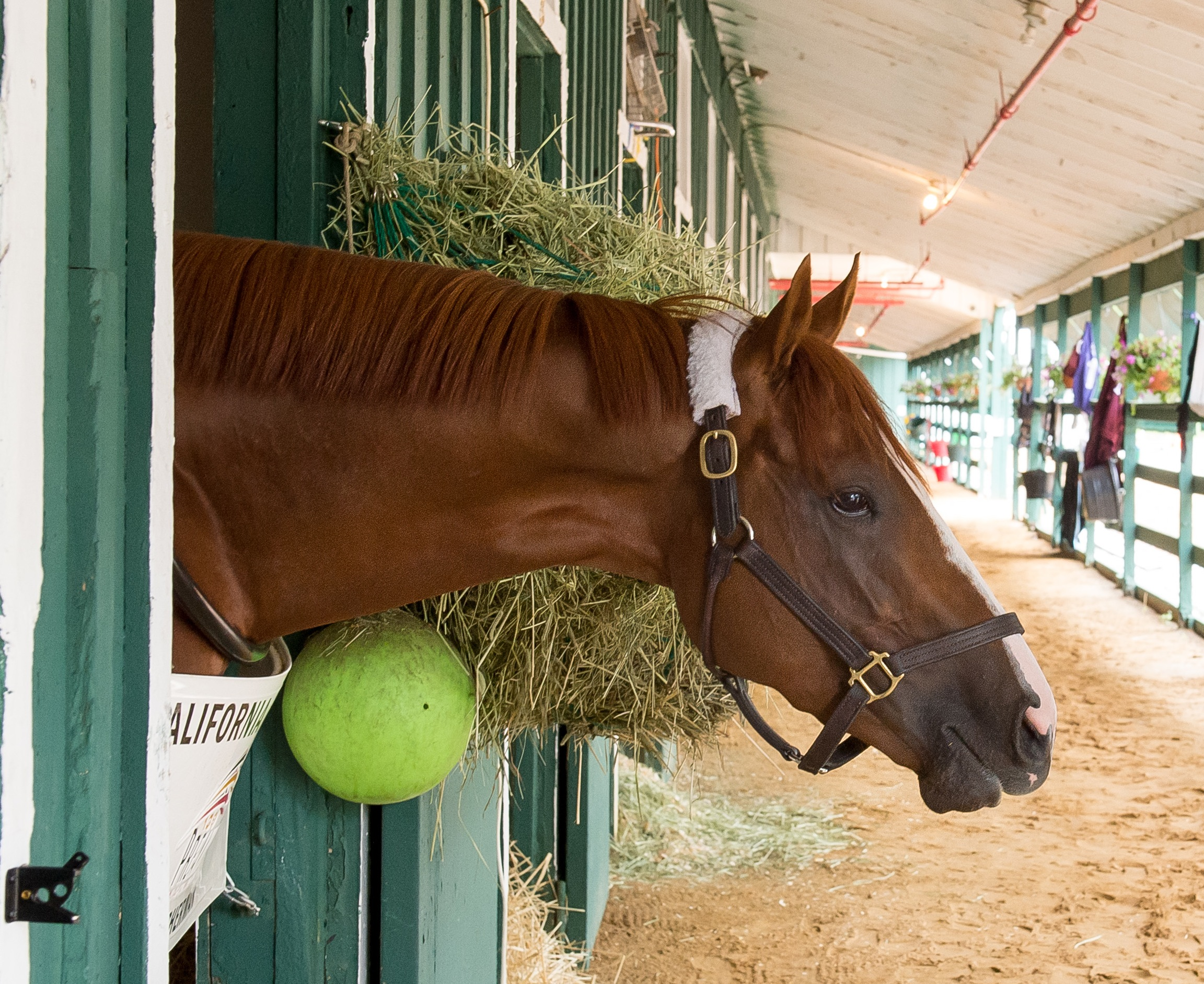
California Chrome, 2014

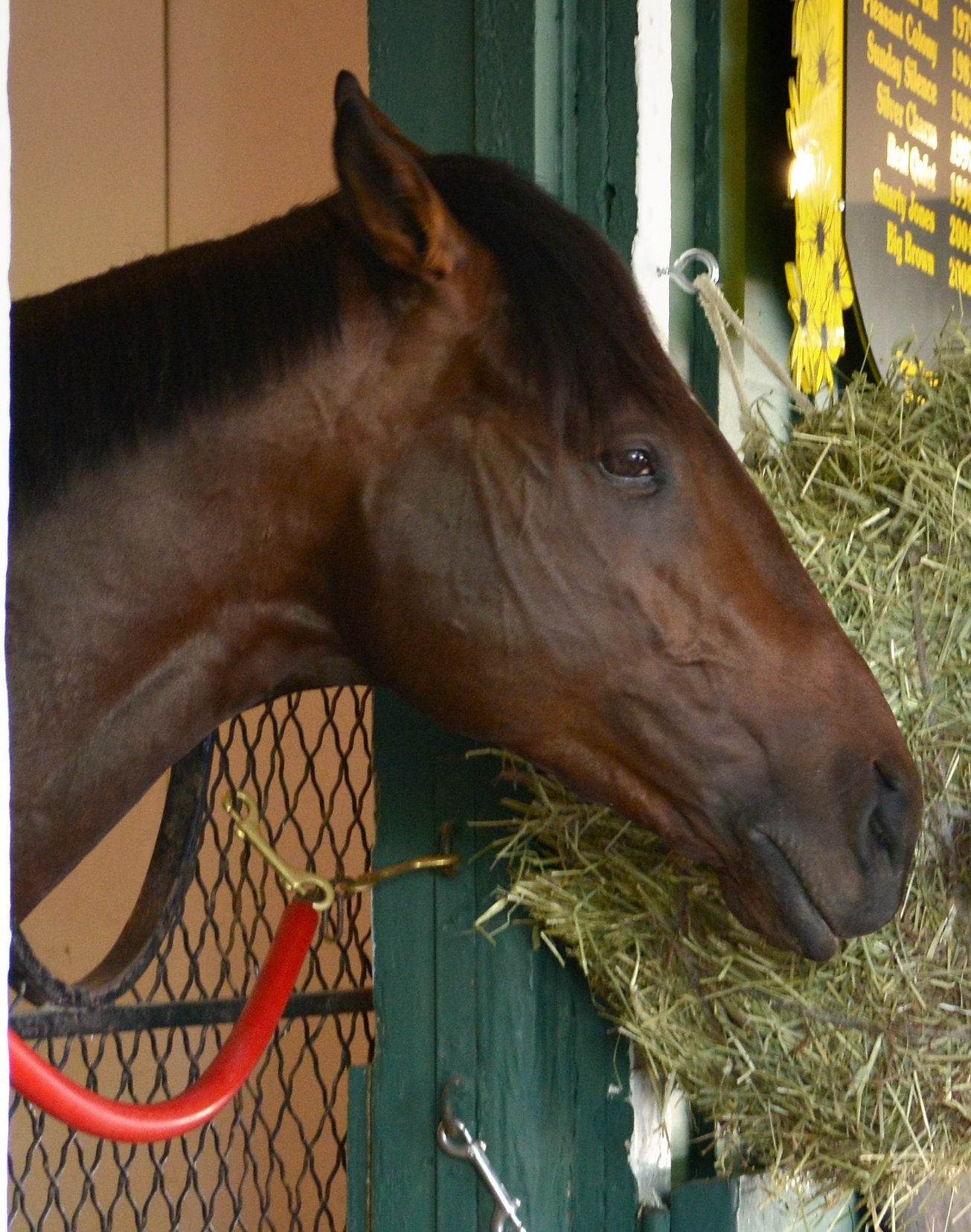
Orb, 2013

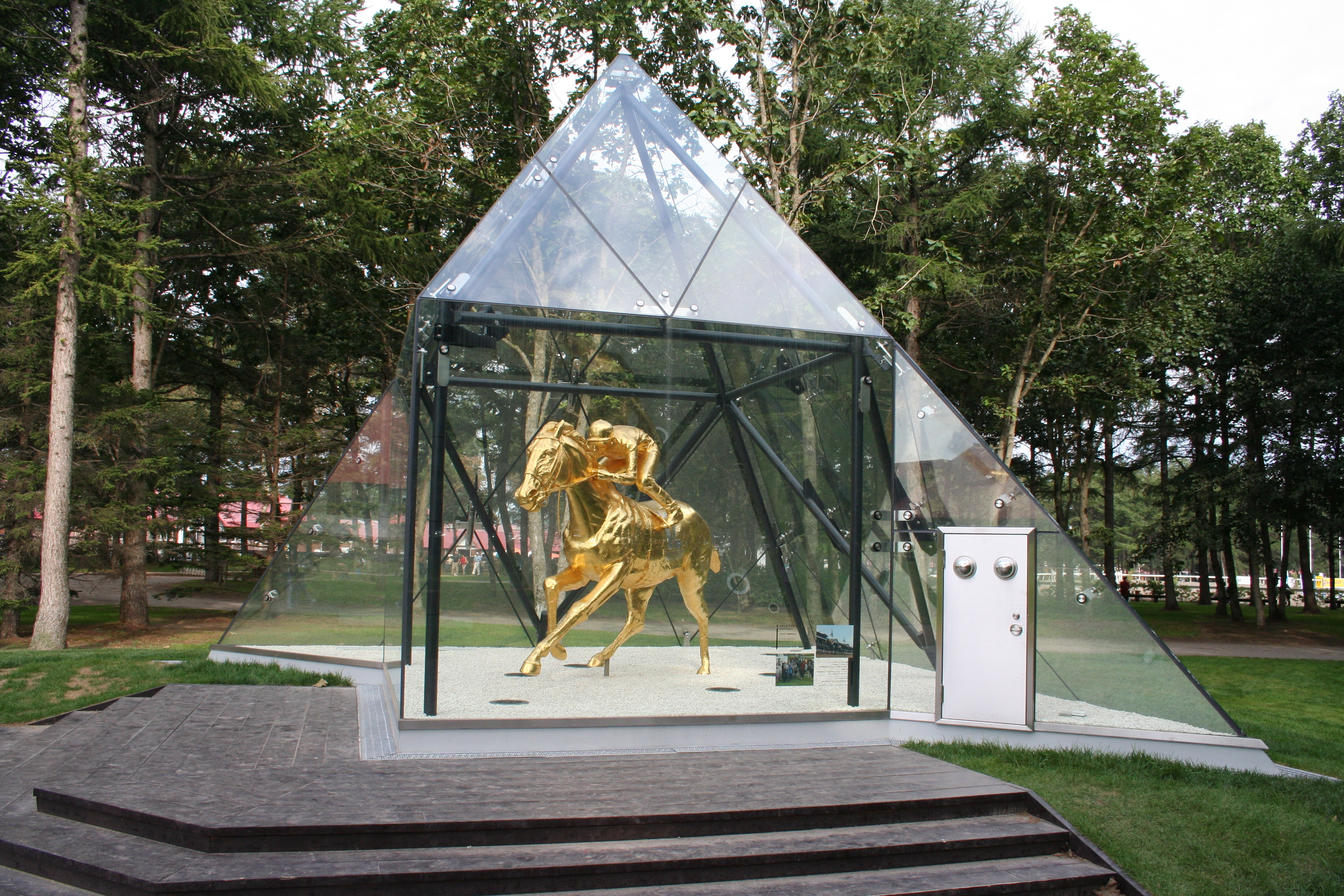
Fusaichi Pegasus, 2000

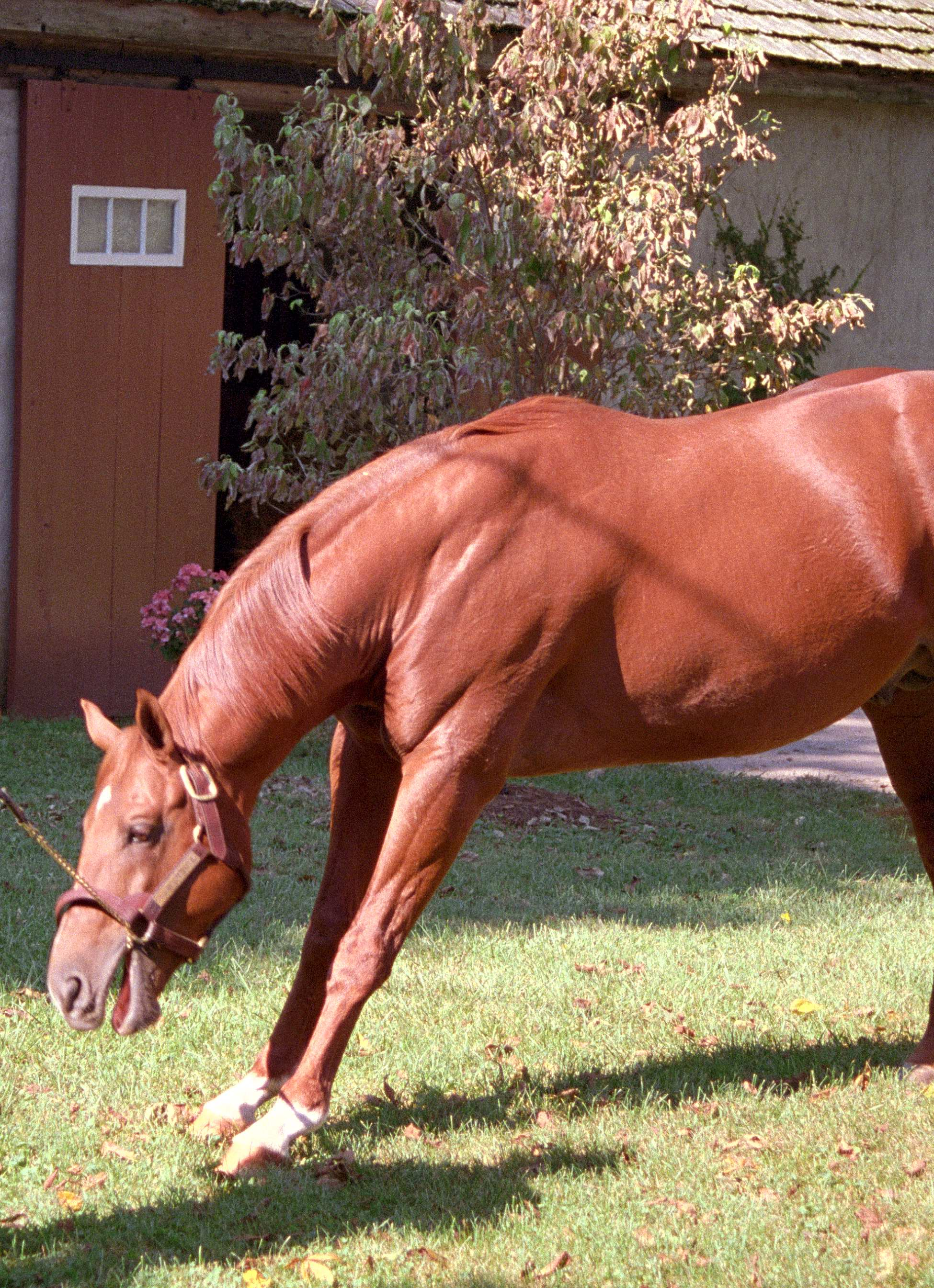
Strike the Gold, Sieger 1991, als Rentner

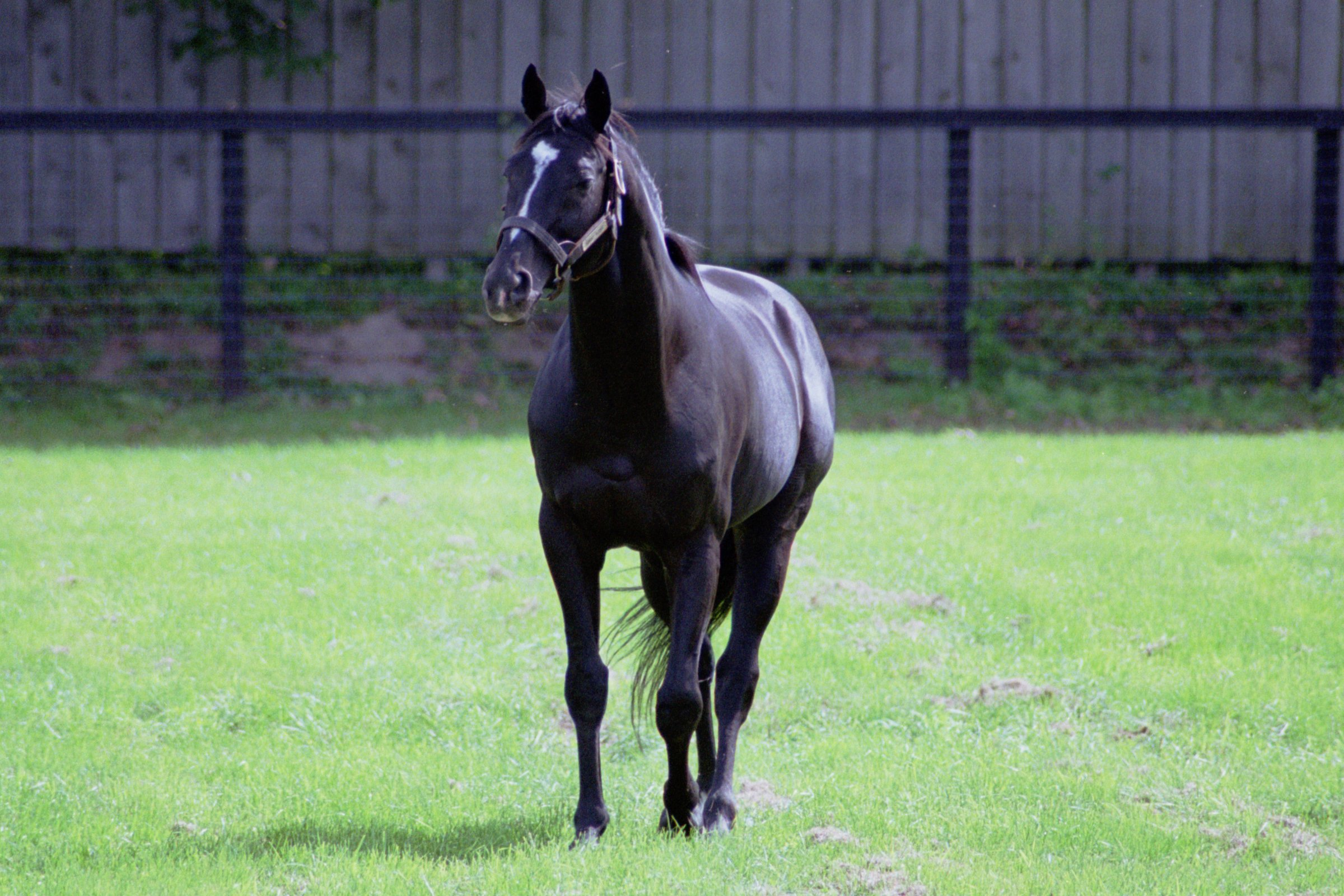
Sunday Silence Sieger von 1989, auf der Shadai Stallion Station Hayakita (Abira), Hokkaidō, Japan

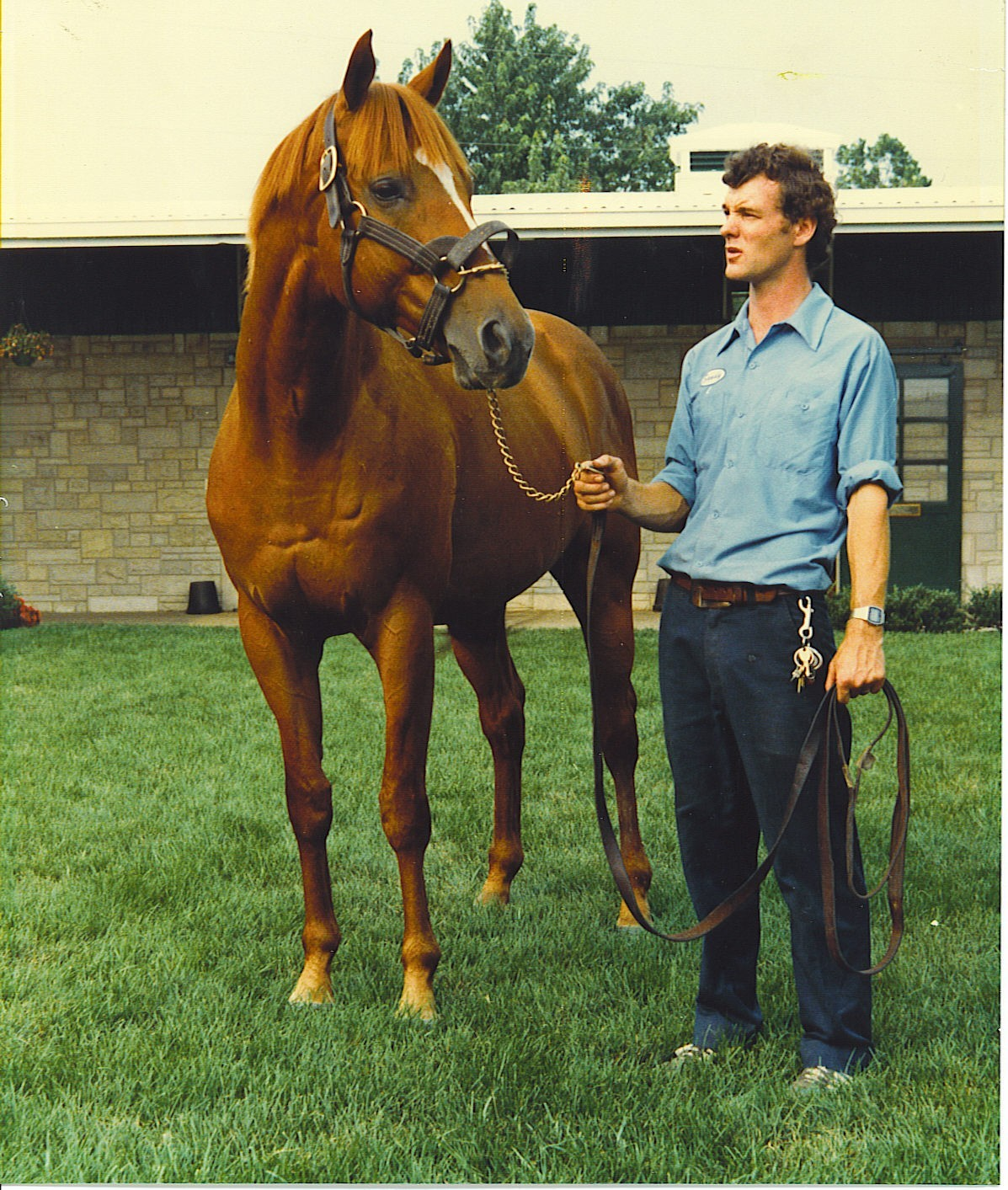
Affirmed, Triple Crown 1978

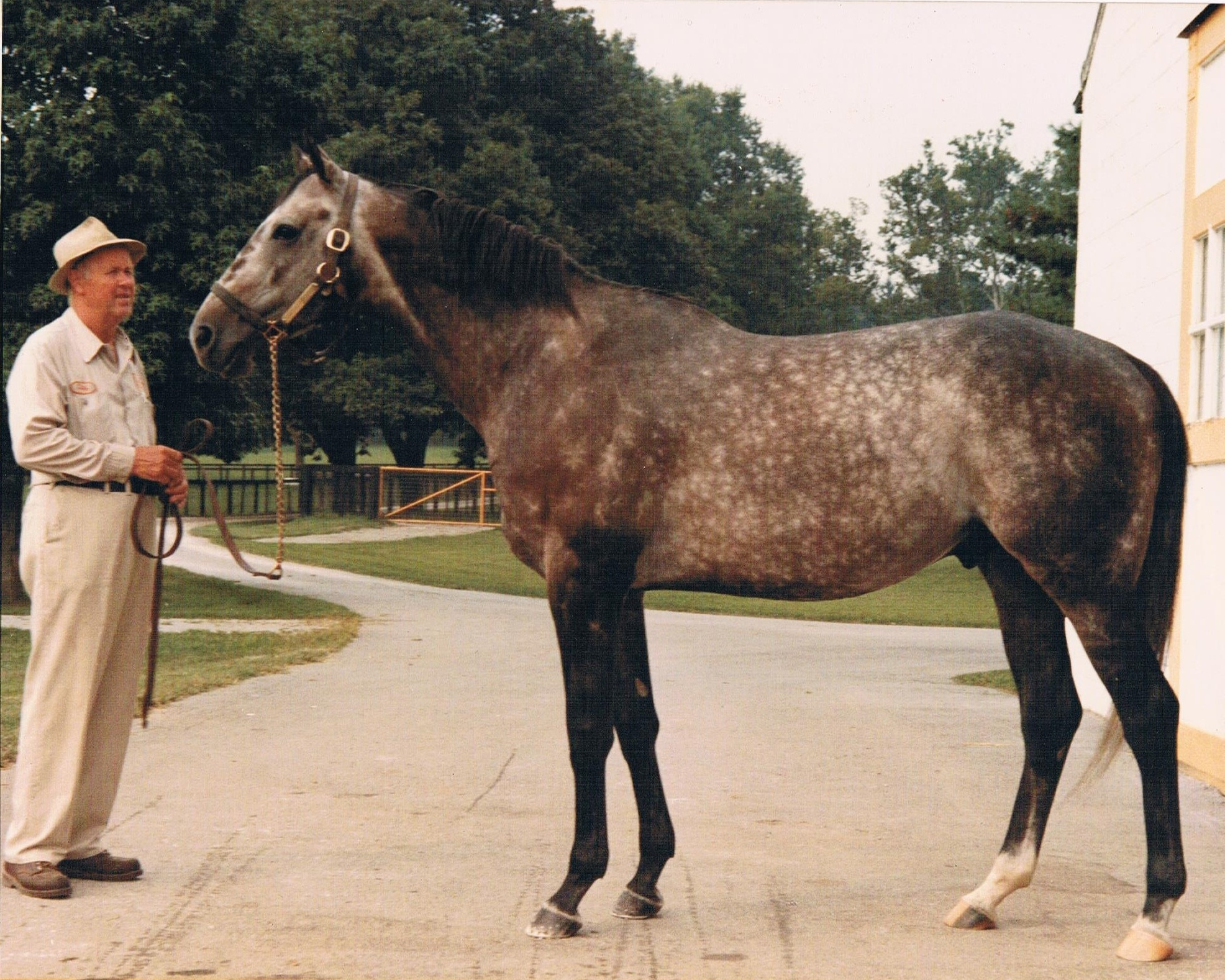
Spectacular Bid auf der Claiborne Farm, Kentucky, Sieger von 1979

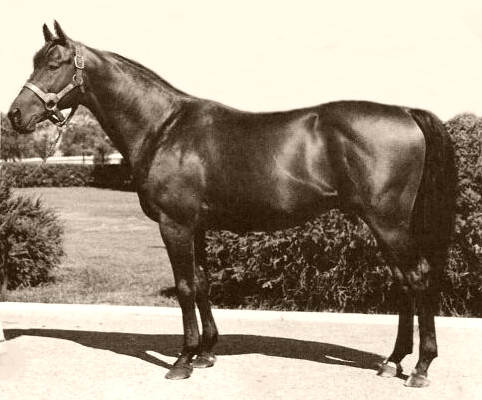
Citation, Triple Crown 1948

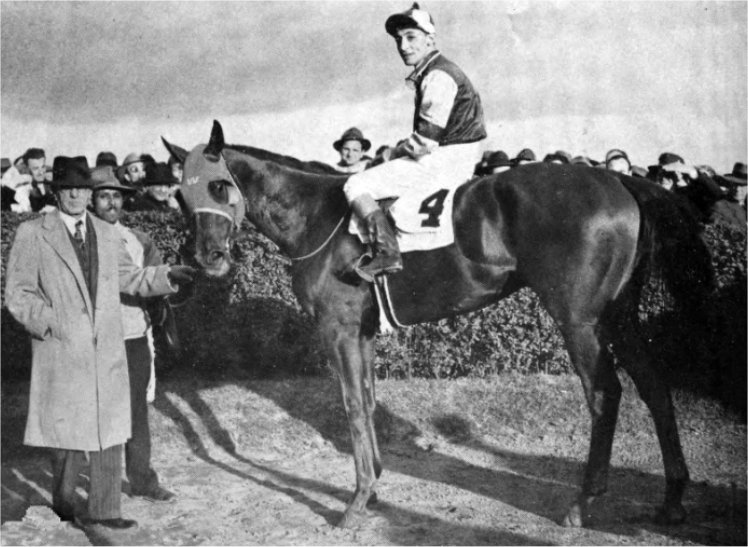
Assault, 1946

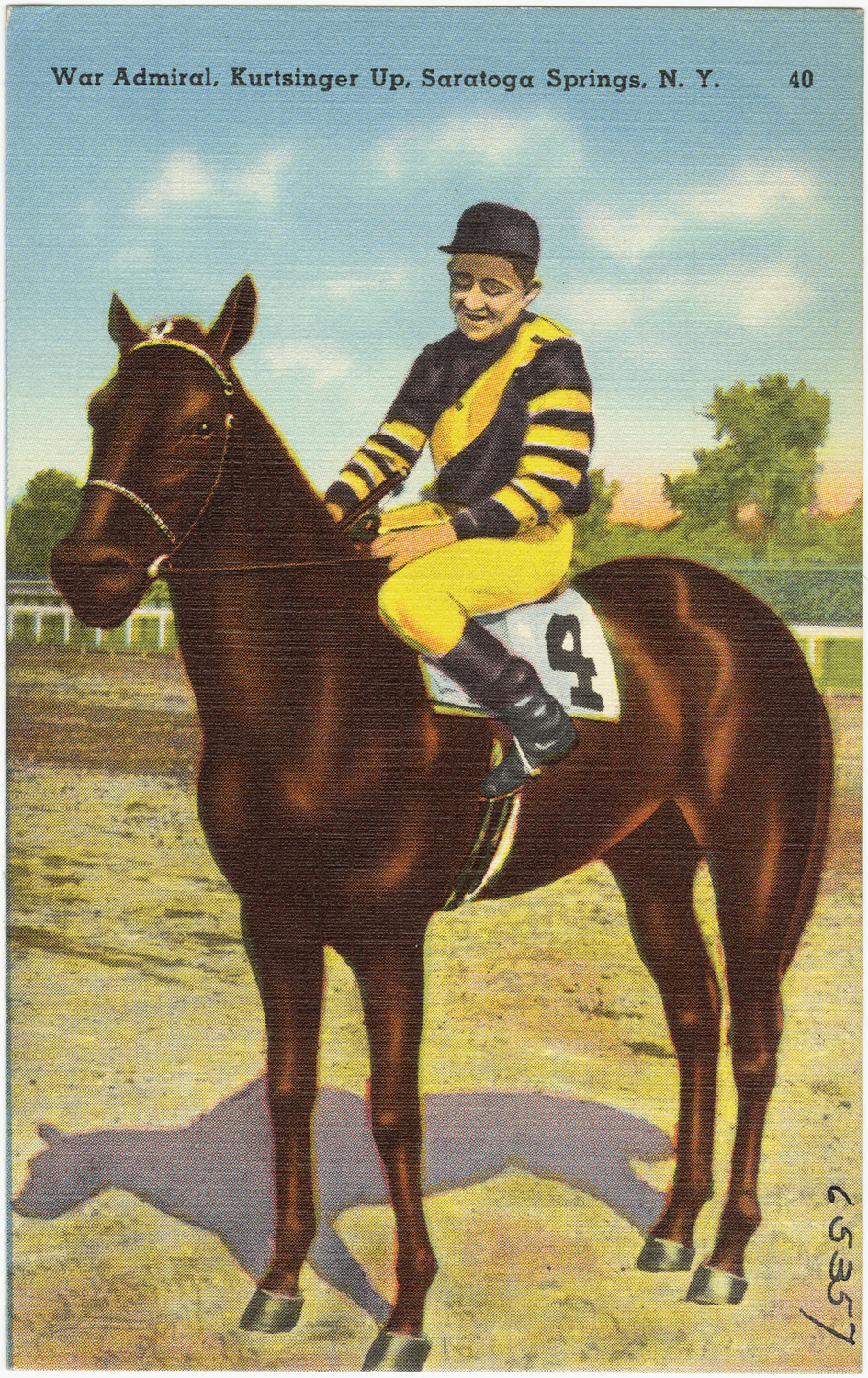
War Admiral, Triple Crown 1937

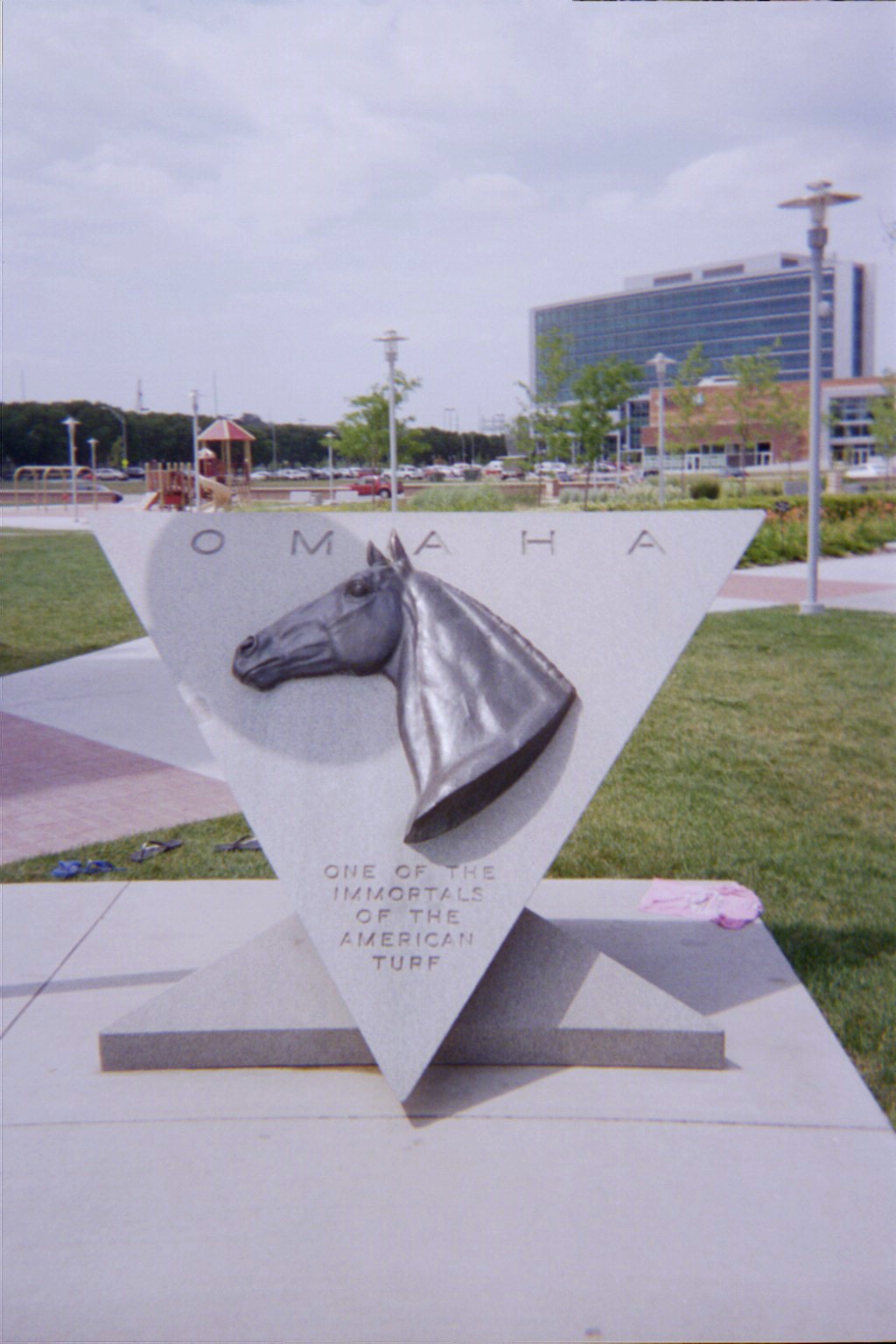
Omaha, Triple Crown 1935, Stinson Park in Omaha

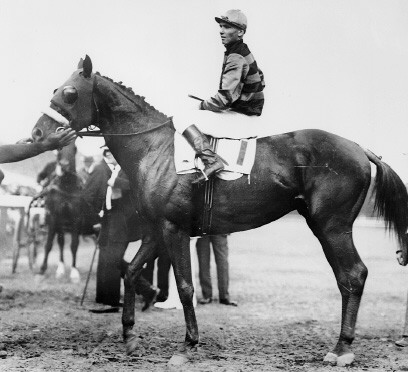
Sir Barton mit Johnny Loftus, Triple Crown 1919

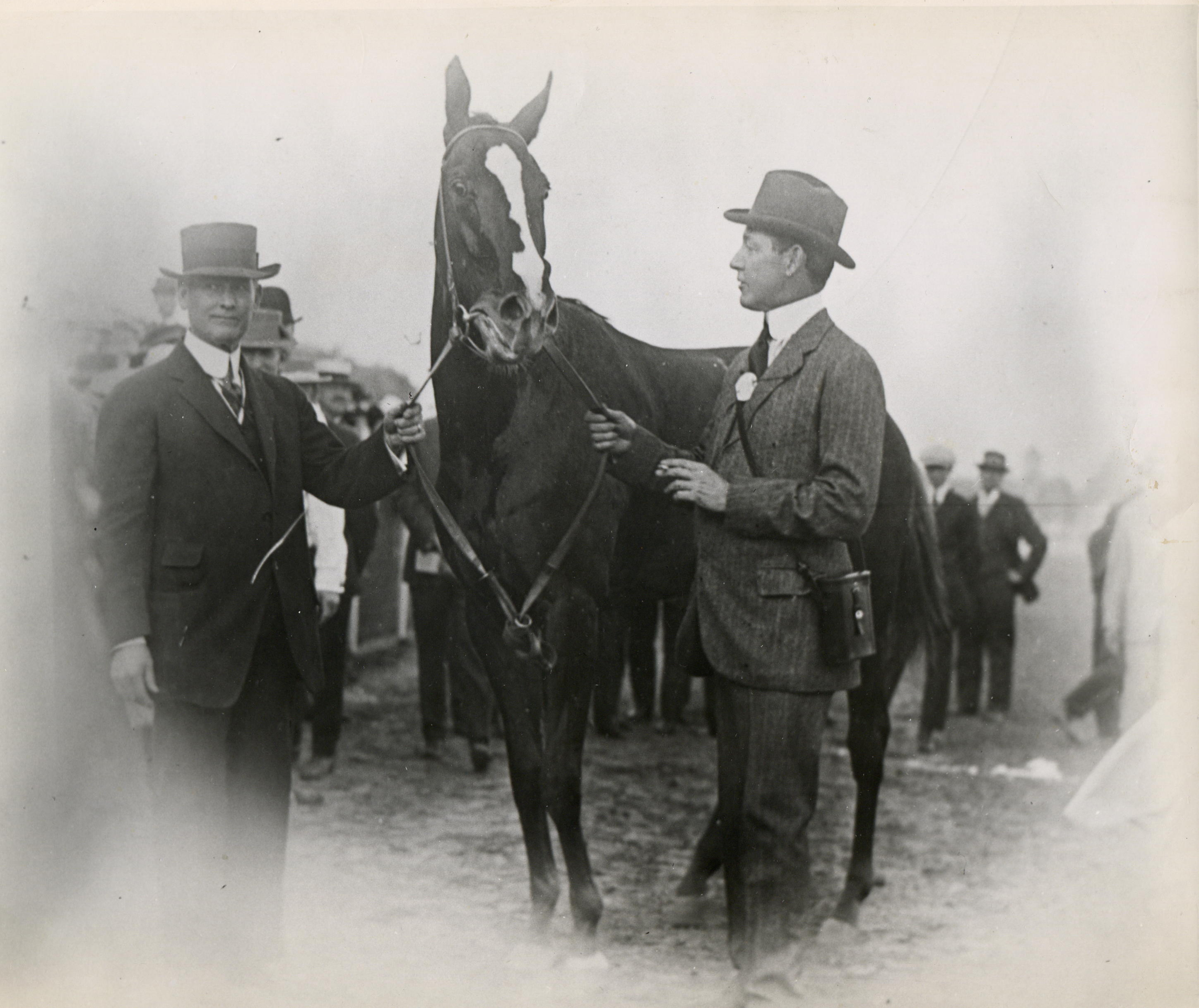
Regret Siegerin von 1915 mit Trainer James Rowe (links) und Besitzer Harry Payne Whitney

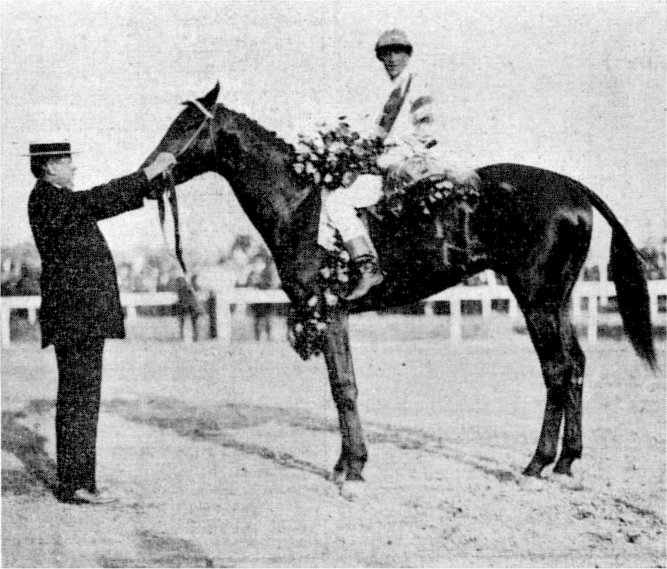
Meridian mit Jockey Archibald und Besitzer Carman, 1911

Pink Star, 1907 mit Andy Minder

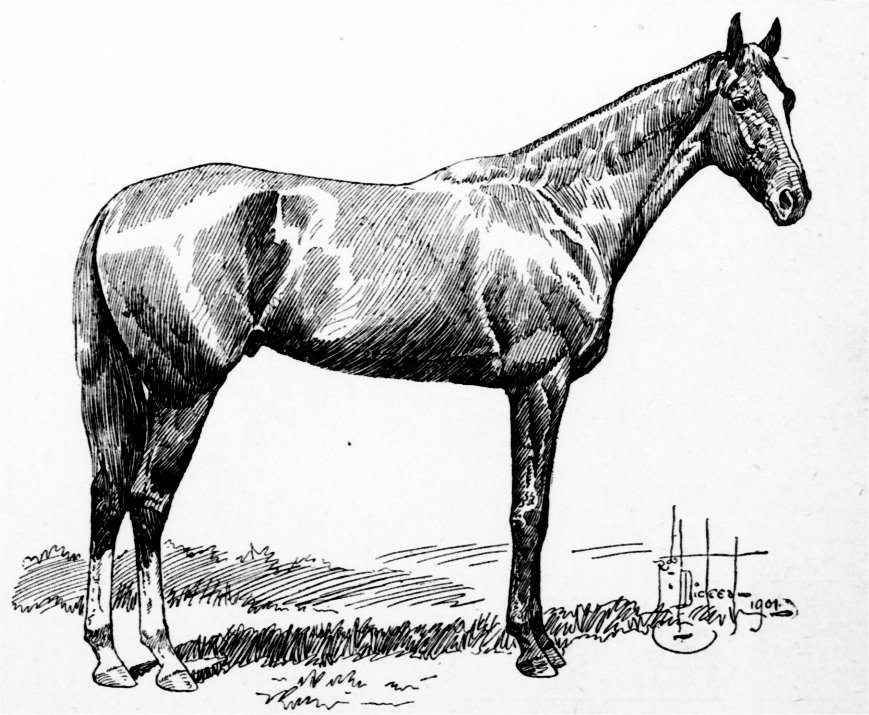
His Eminence, 1901

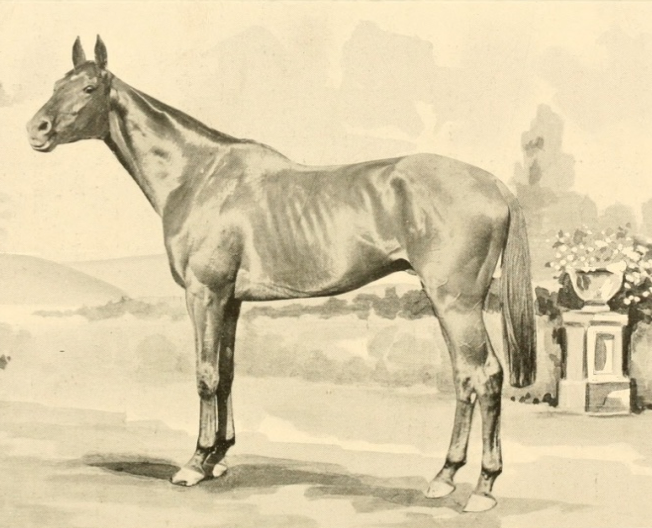
Typhoon II, Sieger von 1897

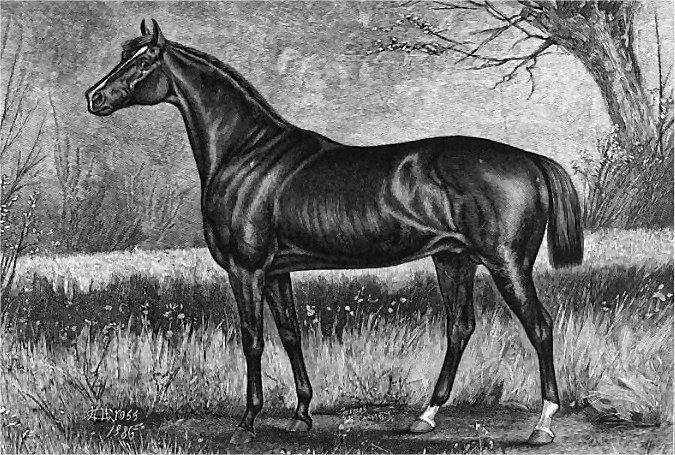
Leonatus, Sieger von 1883, Stich von Henry H. Cross

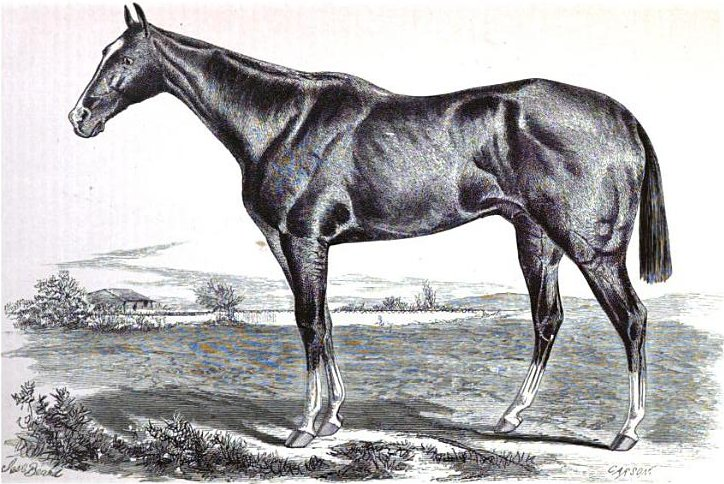
Vagrant, Kentucky Derby Sieger von 1876, Zeichnung von T.J. Scott

Das Kentucky Derby, auch Run for the Roses und Greatest Two Minutes in Sports genannt, ist ein klassisches Galopprennen für dreijährige Vollblüter, das seit 1875 in Louisville, Kentucky ausgetragen wird und eines der größten Sportereignisse in den Vereinigten Staaten von Amerika repräsentiert. Es bildet den Auftakt zur Triple Crown und stellt damit eines der wichtigsten Vollblutrennen der USA dar. Es geht über die Distanz von 1,25 Meilen (2.012 m). Im Jahr 2024 wurde das Rennen erstmals mit fünf Millionen US-Dollar dotiert (vorher drei Millionen $), wovon alleine der Sieger 3.100.000 US-$ Siegprämie erhält.
Zu dem Gruppe-I-Rennen, das traditionsgemäß am ersten Samstag im Mai stattfindet, reisen alljährlich ca. 150.000 Besucher an. Die 104. Austragung im Jahr 1978 wurde von dem Dokumentarfilmer Roland Klick begleitet und als Derby Fever auf Zelluloid gebannt und mit dem Bundesfilmpreis ausgezeichnet. Die Popularität des Rennens hat mittlerweile dazu geführt, dass Eintrittskarten mindestens ein Jahr im Voraus bestellt werden müssen.
Die Teilnehmer des Kentucky Derbys werden seit 2013 durch ein neu eingeführtes Punktesystem ermittelt. Die jeweils vier bestplatzierten Pferde aus 36 Qualifikationsrennen erhalten Punkte. Die zwanzig Pferde, die am Ende die meisten Punkte aufweisen, sind für das Kentucky Derby startberechtigt.

## Geschichte
Das erste Rennen wurde am 17. Mai 1875 ausgetragen. 1892 siegte das Pferd Azra mit dem erst 15-jährigen Jockey Alonzo Clayton, der bis heute der jüngste Sieger des Kentucky Derbys ist. Die schnellste Zeit lief 1973 der legendäre Hengst Secretariat mit 1:59.40 Minuten. Er blieb bis heute eines von nur drei Pferden, die das Kentucky Derby unter zwei Minuten beendeten.

## Besonderes
Im Jahr 2020 konnte das 146. Kentucky Derby nicht wie sonst am ersten Samstag im Mai ausgetragen werden. Wegen der COVID-19-Pandemie musste es auf den 5. September 2020 verschoben werden. Dies ist seit dem Zweiten Weltkrieg nicht mehr vorgekommen. Am vorgesehenen Renntermin sendete der amerikanische Fernsehsender NBC eine dreistündige Sendung mit einem virtuellen Rennen, mit den 13 bisherigen Triple Crown-Gewinnern am Start. Es wurden „Wetten“ angenommen, die für COVID-19 Betroffene gespendet wurden. Das virtuelle Derby 2020 gewann Secretariat (7:2 Favorit) vor Citation und Seattle Slew.
Im Rahmen ihres Staatsbesuches aus Anlass der Feierlichkeiten zum 400. Jahrestag der Gründung der ersten englischen Kolonie in Nordamerika in Jamestown besuchte die britische Königin Elisabeth II. das 133. Kentucky Derby im Jahr 2007. Nach eigenen Angaben erfüllte sie sich damit einen Jugendtraum. Begleitet wurde sie von ihrem Ehemann Prinz Philip. Sie verfolgte hierbei wohl eines der aufsehenerregendsten Rennen in der Geschichte des Kentucky Derbys. Jockey Calvin Borel und sein Pferd Street Sense fielen während des Rennens zeitweise bis auf den neunzehnten und somit vorletzten Platz zurück und schafften es dennoch, als Erste mit sicherem Vorsprung durchs Ziel zu gehen.
Seit 1939 werden während der Veranstaltung Mint Juleps in speziellen Derby-Bechern serviert. Der klassische Cocktail mit Bourbon Whiskey und Minze, dem schon der Gründer des Pferderennens, Meriwether Lewis Clark jun., zugetan gewesen sein soll, gilt seit langem als Signature Drink des Rennens. Schätzungen zufolge werden während der zweitägigen Veranstaltung jedes Jahr (Stand 2015) etwa 120.000 „Kentucky Derby Mint Juleps“ verkauft.

## Qualifikation
Bis 2013 wurde zur Qualifikation für die 20 Startplätze im Kentucky Derby die weltweiten Gewinnsummen in Gruppenrennen gewertet.
Seit 2013 gibt es ein Punktesystem, die Road to the Kentucky Derby. Sie beinhaltet mehrere Dutzend Rennen für 2- und 3-Jährige, bei denen Punkte vergeben werden.
Seit 2017 ist ein Startplatz für den Gewinner der Japan Road reserviert. Seit 2018 gibt eine European Road to the Kentucky Derby. Die restlichen 18 Startplätze gehen an die Bestplatzierten der Main Road to the Kentucky Derby, wobei jeweils das nächste Pferd nachrückt, wenn ein vor ihm platziertes nicht startet. Bei Punktegleichstand, zählt die Gewinnsumme. Eine Stute muss die gleiche Qualifikation bestehen, wie ein Hengst, Punkte aus der Qualifikation Road to the Kentucky Oaks und aus anderen Stutenrennen können nicht auf das Derby übertragen werden.

## Gewinner
| Jahr | Sieger             | Jockey              | Trainer                | Besitzer                                                                            | Distanz (Meilen) | Geläuf            | Zeit a  |
| ---- | ------------------ | ------------------- | ---------------------- | ----------------------------------------------------------------------------------- | ---------------- | ----------------- | ------- |
| 2025 | Sovereignty        | Junior Alvarado     | William I. Mott        | Godolphin                                                                           | 1 ¼              | Sloppy            | 2:02.31 |
| 2024 | Mystik Dan         | Brian Hernandez Jr. | Kenneth G. McPeek      | Lance Gasaway, 4 G Racing (Brent Gasaway), Daniel Hamby III, Valley View Farm       | 1 ¼              | Fast              | 2:03.34 |
| 2023 | Mage               | Javier Castellano   | Gustavo Delgado        | OGMA Investments, Ramiro Restrepo, Sterling Racing, CMNWLTH                         | 1 ¼              | Fast              | 2:01.57 |
| 2022 | Rich Strike        | Sonny Leon          | Eric Reed              | RED TR-Racing, LLC                                                                  | 1 ¼              | Fast              | 2:02.61 |
| 2021 | Mandaloun          | Florent Geroux      | Brad Cox               | Juddmonte Farms (Khalid Abdullah)                                                   | 1 ¼              | Fast              | 2:01.02 |
| 2020 | Authentic          | John Velazquez      | Bob Baffert            | Spendthrift Farm LLC, MyRaceHorse Stable, Madaket Stables LLC, and Starlight Racing | 1 ¼              | Fast              | 2:00.61 |
| 2019 | Country House b    | Flavien Prat        | William I. Mott        | Shields, McFadden, LNJ Foxwoods                                                     | 1 ¼              | Sloppy            | 2:03.93 |
| 2018 | Justify †          | Mike E. Smith       | Bob Baffert            | China Horse Club et al.                                                             | 1 ¼              | Sloppy            | 2:04.20 |
| 2017 | Always Dreaming    | John Velazquez      | Todd Pletcher          | MeB Racing et al.                                                                   | 1 ¼              | Wet Fast (sealed) | 2:03.59 |
| 2016 | Nyquist            | Mario Gutierrez     | Doug O’Neill           | J. Paul Reddam                                                                      | 1 ¼              | Fast              | 2:01.31 |
| 2015 | American Pharoah † | Victor Espinoza     | Bob Baffert            | Ahmed Zayat                                                                         | 1 ¼              | Fast              | 2:03.02 |
| 2014 | California Chrome  | Victor Espinoza     | Art Sherman            | Steve Coburn & Perry Martin                                                         | 1 ¼              | Fast              | 2:03.66 |
| 2013 | Orb                | Joel Rosario        | Claude McGaughey       | Stuart Janney & Phipps Stable                                                       | 1 ¼              | Sloppy            | 2:02.89 |
| 2012 | I'll Have Another  | Mario Gutierrez     | Doug O’Neill           | J. Paul Reddam                                                                      | 1 ¼              | Fast              | 2:01.83 |
| 2011 | Animal Kingdom     | John Velazquez      | H. Graham Motion       | Team Valor International                                                            | 1 ¼              | Fast              | 2:02.04 |
| 2010 | Super Saver        | Calvin Borel        | Todd Pletcher          | WinStar Farm                                                                        | 1 ¼              | Sloppy            | 2:04.45 |
| 2009 | Mine That Bird     | Calvin Borel        | Bennie L. Woolley, Jr. | Double Eagle Ranch et al.                                                           | 1 ¼              | Sloppy            | 2:02.66 |
| 2008 | Big Brown          | Kent Desormeaux     | Richard E. Dutrow, Jr. | IEAH Stables, Paul Pompa                                                            | 1 ¼              | Fast              | 2:01.82 |
| 2007 | Street Sense       | Calvin Borel        | Carl Nafzger           | James B. Tafel                                                                      | 1 ¼              | Fast              | 2:02.17 |
| 2006 | Barbaro            | Edgar Prado         | Michael R. Matz        | Lael Stables                                                                        | 1 ¼              | Fast              | 2:01.36 |
| 2005 | Giacomo            | Mike E. Smith       | John Shirreffs         | Jerry & Ann Moss                                                                    | 1 ¼              | Fast              | 2:02.75 |
| 2004 | Smarty Jones       | Stewart Elliott     | John Servis            | Someday Farm                                                                        | 1 ¼              | Sloppy            | 2:04.06 |
| 2003 | Funny Cide         | José A. Santos      | Barclay Tagg           | Sackatoga Stable                                                                    | 1 ¼              | Fast              | 2:01.19 |
| 2002 | War Emblem         | Victor Espinoza     | Bob Baffert            | The Thoroughbred Corp                                                               | 1 ¼              | Fast              | 2:01.13 |
| 2001 | Monarchos          | Jorge F. Chavez     | John T. Ward, Jr.      | John C. Oxley                                                                       | 1 ¼              | Fast              | 1:59.97 |
| 2000 | Fusaichi Pegasus   | Kent Desormeaux     | Neil Drysdale          | Fusao Sekiguchi                                                                     | 1 ¼              | Fast              | 2:01.0  |
| 1999 | Charismatic        | Chris Antley        | D. Wayne Lukas         | Bob & Beverly Lewis                                                                 | 1 ¼              | Fast              | 2:03.2  |
| 1998 | Real Quiet         | Kent Desormeaux     | Bob Baffert            | Michael E. Pegram                                                                   | 1 ¼              | Fast              | 2:02.2  |
| 1997 | Silver Charm       | Gary Stevens        | Bob Baffert            | Bob & Beverly Lewis                                                                 | 1 ¼              | Fast              | 2:02.4  |
| 1996 | Grindstone         | Jerry D. Bailey     | D. Wayne Lukas         | Overbrook Farm                                                                      | 1 ¼              | Fast              | 2:01.0  |
| 1995 | Thunder Gulch      | Gary Stevens        | D. Wayne Lukas         | Michael Tabor                                                                       | 1 ¼              | Fast              | 2:01.2  |
| 1994 | Go for Gin         | Chris McCarron      | Nick Zito              | W. Condren & J. Cornacchia                                                          | 1 ¼              | Sloppy            | 2:03.6  |
| 1993 | Sea Hero           | Jerry Bailey        | MacKenzie Miller       | Rokeby Stables                                                                      | 1 ¼              | Fast              | 2:02.4  |
| 1992 | Lil E. Tee         | Pat Day             | Lynn S. Whiting        | W. Cal Partee                                                                       | 1 ¼              | Fast              | 2:03.0  |
| 1991 | Strike the Gold    | Chris Antley        | Nick Zito              | BCC Stable                                                                          | 1 ¼              | Fast              | 2:03.0  |
| 1990 | Unbridled          | Craig Perret        | Carl Nafzger           | Frances A. Genter                                                                   | 1 ¼              | Good              | 2:02.0  |
| 1989 | Sunday Silence     | Pat Valenzuela      | Charles E. Whittingham | H-G-W Partners                                                                      | 1 ¼              | Muddy             | 2:05.0  |
| 1988 | Winning Colors ‡   | Gary Stevens        | D. Wayne Lukas         | Eugene V. Klein                                                                     | 1 ¼              | Fast              | 2:02.2  |
| 1987 | Alysheba           | Chris McCarron      | Jack Van Berg          | Dorothy & P. Scharbaue                                                              | 1 ¼              | Fast              | 2:03.4  |
| 1986 | Ferdinand          | Bill Shoemaker      | Charles E. Whittingham | Elizabeth A. Keck                                                                   | 1 ¼              | Fast              | 2:02.8  |
| 1985 | Spend A Buck       | Angel Cordero, Jr.  | Cam Gambolati          | Dennis Diaz                                                                         | 1 ¼              | Fast              | 2:00.2  |
| 1984 | Swale              | Laffit Pincay, Jr.  | Woody Stephens         | Claiborne Farm                                                                      | 1 ¼              | Fast              | 2:02.4  |
| 1983 | Sunny's Halo       | Eddie Delahoussaye  | David C. Cross Jr.     | David J. Foster Stable                                                              | 1 ¼              | Fast              | 2:02.2  |
| 1982 | Gato Del Sol       | Eddie Delahoussaye  | Edwin J. Gregson       | A. Hancock & L. Peters                                                              | 1 ¼              | Fast              | 2:02.4  |
| 1981 | Pleasant Colony    | Jorge Velasquez     | John P. Campo          | Buckland Farm                                                                       | 1 ¼              | Fast              | 2:02.0  |
| 1980 | Genuine Risk ‡     | Jacinto Vasquez     | LeRoy Jolley           | Diana M. Firestone                                                                  | 1 ¼              | Fast              | 2:02.0  |
| 1979 | Spectacular Bid    | Ronnie Franklin     | Bud Delp               | Hawksworth Farm                                                                     | 1 ¼              | Fast              | 2:02.4  |
| 1978 | Affirmed †         | Steve Cauthen       | Laz Barrera            | Harbor View Farm                                                                    | 1 ¼              | Fast              | 2:01.2  |
| 1977 | Seattle Slew †     | Jean Cruguet        | William H. Turner, Jr. | Karen L. Taylor                                                                     | 1 ¼              | Fast              | 2:02.2  |
| 1976 | Bold Forbes        | Angel Cordero, Jr.  | Laz Barrera            | E. Rodriguez Tizol                                                                  | 1 ¼              | Fast              | 2:01.6  |
| 1975 | Foolish Pleasure   | Jacinto Vasquez     | LeRoy Jolley           | John L. Greer                                                                       | 1 ¼              | Fast              | 2:02.0  |
| 1974 | Cannonade          | Angel Cordero, Jr.  | Woody Stephens         | John M. Olin                                                                        | 1 ¼              | Fast              | 2:04.0  |
| 1973 | Secretariat †      | Ron Turcotte        | Lucien Laurin          | Meadow Stable                                                                       | 1 ¼              | Fast              | 1:59.4  |
| 1972 | Riva Ridge         | Ron Turcotte        | Lucien Laurin          | Meadow Stud                                                                         | 1 ¼              | Fast              | 2:01.8  |
| 1971 | Canonero II        | Gustavo Ávila       | Juan Arias             | Edgar Caibett                                                                       | 1 ¼              | Fast              | 2:03.2  |
| 1970 | Dust Commander     | Mike Manganello     | Don Combs              | Robert E. Lehmann                                                                   | 1 ¼              | Good              | 2:03.4  |
| 1969 | Majestic Prince    | Bill Hartack        | Johnny Longden         | Frank M. McMahon                                                                    | 1 ¼              | Fast              | 2:01.8  |
| 1968 | Forward Pass c     | Ismael Valenzuela   | Henry Forrest          | Calumet Farm                                                                        | 1 ¼              | Fast              | 2:02.2  |
| 1967 | Proud Clarion      | Bobby Ussery        | Loyd Gentry, Jr.       | Darby Dan Farm                                                                      | 1 ¼              | Fast              | 2:00.6  |
| 1966 | Kauai King         | Don Brumfield       | Henry Forrest          | Ford Stable                                                                         | 1 ¼              | Fast              | 2:02.0  |
| 1965 | Lucky Debonair     | Bill Shoemaker      | Frank Catrone          | Ada L. Rice                                                                         | 1 ¼              | Fast              | 2:01.2  |
| 1964 | Northern Dancer    | Bill Hartack        | Horatio Luro           | Windfields Farm                                                                     | 1 ¼              | Fast              | 2:00.0  |
| 1963 | Chateaugay         | Braulio Baeza       | James P. Conwa         | Darby Dan Farm                                                                      | 1 ¼              | Fast              | 2:01.8  |
| 1962 | Decidedly          | Bill Hartack        | Horatio Luro           | El Peco Ranch                                                                       | 1 ¼              | Fast              | 2:00.4  |
| 1961 | Carry Back         | Johnny Seller       | Jack A. Price          | Katherine Price                                                                     | 1 ¼              | Good              | 2:04.0  |
| 1960 | Venetian Way       | Bill Hartack        | Victor J. Sovinski     | Sunny Blue Farm                                                                     | 1 ¼              | Good              | 2:02.4  |
| 1959 | Tomy Lee           | Bill Shoemaker      | Frank E. Childs        | Fred & Juliette Turner                                                              | 1 ¼              | Fast              | 2:02.2  |
| 1958 | Tim Tam            | Ismael Valenzuela   | Jimmy Jones            | Calumet Farm                                                                        | 1 ¼              | Muddy             | 2:05.0  |
| 1957 | Iron Liege         | Bill Hartack        | Jimmy Jones            | Calumet Farm                                                                        | 1 ¼              | Fast              | 2:02.2  |
| 1956 | Needles            | David Er            | Hugh L. Fontaine       | D & H Stable                                                                        | 1 ¼              | Fast              | 2:03.4  |
| 1955 | Swaps              | Bill Shoemaker      | Mesh Tenney            | Rex C. Ellsworth                                                                    | 1 ¼              | Fast              | 2:01.8  |
| 1954 | Determine          | Raymond York        | William Molter         | Andrew J. Crevolin                                                                  | 1 ¼              | Fast              | 2:03.0  |
| 1953 | Dark Star          | Henry E. Moreno     | Eddie Hayward          | Cain Hoy Stable                                                                     | 1 ¼              | Fast              | 2:02.0  |
| 1952 | Hill Gail          | Eddie Arcaro        | Ben A. Jones           | Calumet Farm                                                                        | 1 ¼              | Fast              | 2:01.6  |
| 1951 | Count Turf         | Conn McCreary       | Sol Rutchick           | Jack J. Amiel                                                                       | 1 ¼              | Fast              | 2:02.6  |
| 1950 | Middleground       | William Boland      | Max Hirsch             | King Ranch                                                                          | 1 ¼              | Fast              | 2:01.6  |
| 1949 | Ponder             | Steve Brooks        | Ben A. Jones           | Calumet Farm                                                                        | 1 ¼              | Fast              | 2:04.2  |
| 1948 | Citation †         | Eddie Arcaro        | Ben A. Jones           | Calumet Farm                                                                        | 1 ¼              | Sloppy            | 2:05.4  |
| 1947 | Jet Pilot          | Eric Guerin         | R. Thomas Smith        | Maine Chance Farm                                                                   | 1 ¼              | Slow              | 2:06.8  |
| 1946 | Assault †          | Warren Mehrtens     | Max Hirsch             | King Ranch                                                                          | 1 ¼              | Slow              | 2:06.6  |
| 1945 | Hoop Jr.           | Eddie Arcaro        | Ivan H. Parke          | Fred W. Hooper                                                                      | 1 ¼              | Muddy             | 2:07.0  |
| 1944 | Pensive            | Conn McCreary       | Ben A. Jones           | Calumet Farm                                                                        | 1 ¼              | Good              | 2:04.2  |
| 1943 | Count Fleet †      | Johnny Longden      | Don Cameron            | Fannie Hertz                                                                        | 1 ¼              | Fast              | 2:04.0  |
| 1942 | Shut Out           | Wayne D. Wright     | John M. Gaver, Sr.     | Greentree Stable                                                                    | 1 ¼              | Fast              | 2:04.4  |
| 1941 | Whirlaway †        | Eddie Arcaro        | Ben A. Jones           | Calumet Farm                                                                        | 1 ¼              | Fast              | 2:01.4  |
| 1940 | Gallahadion        | Carroll Bierman     | Roy Waldron            | Milky Way Farm                                                                      | 1 ¼              | Fast              | 2:05.0  |
| 1939 | Johnstown          | James Stout         | James E. Fitzsimmons   | Belair Stud                                                                         | 1 ¼              | Fast              | 2:03.4  |
| 1938 | Lawrin             | Eddie Arcaro        | Ben A. Jones           | Herbert M. Woolf                                                                    | 1 ¼              | Fast              | 2:04.8  |
| 1937 | War Admiral †      | Charley Kurtsinger  | George H. Conway       | Glen Riddle Farm                                                                    | 1 ¼              | Fast              | 2:03.2  |
| 1936 | Bold Venture       | Ira Hanford         | Max Hirsch             | Morton L. Schwartz                                                                  | 1 ¼              | Fast              | 2:03.6  |
| 1935 | Omaha †            | Willie Saunders     | James E. Fitzsimmons   | Belair Stud                                                                         | 1 ¼              | Good              | 2:05.0  |
| 1934 | Cavalcade          | Mack Garner         | Robert Augustus Smith  | Brookmeade Stable                                                                   | 1 ¼              | Fast              | 2:04.0  |
| 1933 | Brokers Tip        | Don Meade           | Herbert J. Thompson    | Edward R. Bradley                                                                   | 1 ¼              | Good              | 2:06.8  |
| 1932 | Burgoo King        | Eugene James        | Herbert J. Thompson    | Edward R. Bradley                                                                   | 1 ¼              | Fast              | 2:05.2  |
| 1931 | Twenty Grand       | Charley Kurtsinger  | James G. Rowe, Jr      | Greentree Stable                                                                    | 1 ¼              | Fast              | 2:01.8  |
| 1930 | Gallant Fox †      | Earl Sande          | James E. Fitzsimmons   | Belair Stud                                                                         | 1 ¼              | Good              | 2:07.6  |
| 1929 | Clyde Van Dusen    | J. Linus McAtee     | Clyde Van Dusen        | Herbert P. Gardner                                                                  | 1 ¼              | Muddy             | 2:10.8  |
| 1928 | Reigh Count        | Chick Lang          | Bert S. Michell        | Fannie Hertz                                                                        | 1 ¼              | Heavy             | 2:10.4  |
| 1927 | Whiskery           | J. Linus McAtee     | Fred Hopkins           | Harry Payne Whitney                                                                 | 1 ¼              | Slow              | 2:06.0  |
| 1926 | Bubbling Over      | Albert Johnson      | Herbert J. Thompson    | Edward R. Bradley                                                                   | 1 ¼              | Fast              | 2:03.8  |
| 1925 | Flying Ebony       | Earl Sande          | William B. Duke        | Gifford A. Cochran                                                                  | 1 ¼              | Sloppy            | 2:07.6  |
| 1924 | Black Gold         | J. D. Mooney        | Hanley Webb            | Rosa M. Hoots                                                                       | 1 ¼              | Fast              | 2:05.2  |
| 1923 | Zev                | Earl Sande          | David J. Leary         | Rancocas Stable                                                                     | 1 ¼              | Fast              | 2:05.4  |
| 1922 | Morvich            | Albert Johnson      | Fred Burlew            | Benjamin Block                                                                      | 1 ¼              | Fast              | 2:04.6  |
| 1921 | Behave Yourself    | Charles Thompson    | Herbert J. Thompson    | Edward R. Bradley                                                                   | 1 ¼              | Fast              | 2:04.2  |
| 1920 | Paul Jones         | Ted Rice            | William M. Garth       | Ral Parr                                                                            | 1 ¼              | Slow              | 2:09.0  |
| 1919 | Sir Barton †       | Johnny Loftus       | H. Guy Bedwell         | J. K. L. Ross                                                                       | 1 ¼              | Heavy             | 2:09.8  |
| 1918 | Exterminator       | Willie Knapp        | Henry McDaniel         | Willis Sharpe Kilmer                                                                | 1 ¼              | Muddy             | 2:10.8  |
| 1917 | Omar Khayyam       | Charles B. Borel    | Charles T. Patterson   | Billings & Johnson                                                                  | 1 ¼              | Fast              | 2:04.6  |
| 1916 | George Smith       | Johnny Loftus       | Hollie Hughes          | John Sanford (1851)                                                                 | 1 ¼              | Fast              | 2:04.0  |
| 1915 | Regret ‡           | Joe Notter          | James G. Rowe, Sr.     | Harry Payne Whitney                                                                 | 1 ¼              | Fast              | 2:05.4  |
| 1914 | Old Rosebud        | John McCabe         | Frank D. Weir          | Hamilton C. Applegate                                                               | 1 ¼              | Fast              | 2:03.40 |
| 1913 | Donerail           | Roscoe Goose        | Thomas P. Hayes        | Thomas P. Hayes                                                                     | 1 ¼              | Fast              | 2:04.8  |
| 1912 | Worth              | Carroll H. Shilling | Frank M. Taylor        | Harry C. Hallenbeck                                                                 | 1 ¼              | Muddy             | 2:09.4  |
| 1911 | Meridian           | George Archibald    | Albert Ewin            | Richard F. Carman                                                                   | 1 ¼              | Fast              | 2:05.0  |
| 1910 | Donau              | Frederick Herbert   | George Ham             | William Gerst                                                                       | 1 ¼              | Fast              | 2:06.4  |
| 1909 | Wintergreen        | Vincent Powers      | Charles Mack           | Jerome B. Respess                                                                   | 1 ¼              | Slow              | 2:08.2  |
| 1908 | Stone Street       | Arthur Pickens      | J. W. Hall             | C. E. & J. W. Hamilton                                                              | 1 ¼              | Heavy             | 2:15.2  |
| 1907 | Pink Star          | Andy Minder         | William H. Fizer       | J. Hal Woodford                                                                     | 1 ¼              | Heavy             | 2:12.6  |
| 1906 | Sir Huon           | Roscoe Troxler      | Pete Coyne             | Bashford Manor Stable                                                               | 1 ¼              | Fast              | 2:08.8  |
| 1905 | Agile              | Jack Martin         | Robert Tucker          | Samuel S. Brown                                                                     | 1 ¼              | Heavy             | 2:10.75 |
| 1904 | Elwood             | Shorty Prior        | Charles E. Durnell     | Lasca Durnell                                                                       | 1 ¼              | Fast              | 2:08.5  |
| 1903 | Judge Himes        | Harold Booker       | John P. Mayberry       | Charles R. Ellison                                                                  | 1 ¼              | Fast              | 2:09.0  |
| 1902 | Alan-a-Dale        | Jimmy Winkfield     | Thomas C. McDowell     | Thomas C. McDowell                                                                  | 1 ¼              | Fast              | 2:08.75 |
| 1901 | His Eminence       | Jimmy Winkfield     | Frank B. Van Meter     | Frank B. Van Meter                                                                  | 1 ¼              | Fast              | 2:07.75 |
| 1900 | Lieut. Gibson      | Jimmy Boland        | Charles Hughes         | Charles H. Smith                                                                    | 1 ¼              | Fast              | 2:06.25 |
| 1899 | Manuel             | Fred Taral          | Robert J. Walden       | Alfred & Dave Morris                                                                | 1 ¼              | Fast              | 2:12.0  |
| 1898 | Plaudit            | Willie Simms        | John E. Madden         | John E. Madden                                                                      | 1 ¼              | Good              | 2:09.0  |
| 1897 | Typhoon II         | Buttons Garner      | Julius C. Cahn         | Julius C. Cahn                                                                      | 1 ¼              | Heavy             | 2:12.5  |
| 1896 | Ben Brush          | Willie Simms        | Hardy Campbell, Jr.    | Mike F. Dwyer                                                                       | 1 ¼              | Dusty             | 2:07.75 |
| 1895 | Halma              | James Perkins       | Byron McClelland       | Byron McClelland                                                                    | 1 ½              | Fast              | 2:37.5  |
| 1894 | Chant              | Frank Goodale       | H. Eugene Leigh        | H. Eugene Leigh & R. Rose                                                           | 1 ½              | Fast              | 2:41.0  |
| 1893 | Lookout            | Eddie Kunze         | William McDaniel       | Cushing & Orth                                                                      | 1 ½              | Fast              | 2:39.25 |
| 1892 | Azra               | Alonzo Clayton      | John H. Morris         | Bashford Manor Stable                                                               | 1 ½              | Heavy             | 2:41.5  |
| 1891 | Kingman            | Isaac Burns Murphy  | Dud Allen              | Jacobin Stable                                                                      | 1 ½              | Fast              | 2:52.25 |
| 1890 | Riley              | Isaac Burns Murphy  | Edward C. Corrigan     | Edward C. Corrigan                                                                  | 1 ½              | Muddy             | 2:45.0  |
| 1889 | Spokane            | Thomas Kiley        | John Rodegap           | Noah Armstrong                                                                      | 1 ½              | Fast              | 2:34.5  |
| 1888 | Macbeth II         | George Covington    | John Campbell          | Chicago Stable                                                                      | 1 ½              | Fast              | 2:38.25 |
| 1887 | Montrose           | Isaac Lewis         | John McGinty           | Labold Brothers                                                                     | 1 ½              | Fast              | 2:39.25 |
| 1886 | Ben Ali            | Paul Duffy          | Jim Murphy             | James Ben Ali Haggin                                                                | 1 ½              | Fast              | 2:36.5  |
| 1885 | Joe Cotton         | Erskine Henderson   | Abraham Perry          | James T. Williams                                                                   | 1 ½              | Good              | 2:37.25 |
| 1884 | Buchanan           | Isaac Burns Murphy  | William Bird           | Samuel S. Brown & William Cottrill                                                  | 1 ½              | Good              | 2:40.25 |
| 1883 | Leonatus           | Billy Donohue       | Raleigh Colston Sr.    | Chinn & Morgan                                                                      | 1 ½              | Heavy             | 2:43.0  |
| 1882 | Apollo d           | Babe Hurd           | Green B. Morris        | Morris & Patton                                                                     | 1 ½              | Fast              | 2:40.25 |
| 1881 | Hindoo             | Jim McLaughlin      | James G. Rowe, Sr.     | Dwyer Brothers Stable                                                               | 1 ½              | Fast              | 2:40.0  |
| 1880 | Fonso              | George Lewis        | Tice Hutsell           | J. Snell Shawhan                                                                    | 1 ½              | Dusty             | 2:37.50 |
| 1879 | Lord Murphy        | Charlie Shauer      | George Rice            | George W. Darden & Co.                                                              | 1 ½              | Fast              | 2:37.00 |
| 1878 | Day Star           | Jimmy Carter        | Lee Paul               | T. J. Nichols                                                                       | 1 ½              | Dusty             | 2:37.25 |
| 1877 | Baden-Baden        | William Walker      | Edward D. Brown        | Daniel Swigert                                                                      | 1 ½              | Fast              | 2:38.0  |
| 1876 | Vagrant            | Robert Swim         | James Williams         | William Backhouse Astor, Jr.                                                        | 1 ½              | Fast              | 2:38.25 |
| 1875 | Aristides          | Oliver Lewis        | Ansel Williamson       | H. Price McGrath                                                                    | 1 ½              | Fast              | 2:37.75 |

Anmerkungen 

† Triple Crown Sieger 

‡ Stute 

a) Die Genauigkeit der Zeitmessung betrug 1/4 Sekunde von 1875 bis 1905, 1/5 Sekunde von 1906 bis 2000, und 0.01 Sekunden seit 2001. 

b) Maximum Security überquerte als Erster die Ziellinie, wurde jedoch wegen Behinderung disqualifiziert 

c) Dancer's Image, geritten von Bobby Ussery, trainierte von Lou Cavalaris, Jr. und im Besitz von Peter D. Fuller, erreichte als Erster das Ziel, wurde jedoch disqualifiziert, nachdem eine Urinprobe nach dem Rennen Doping mit Phenylbutazon beim Pferd aufgedeckt hatte.

d) Apollo (1882) war das einzige Pferd, das das Derby gewann ohne als Zweijähriger gestartet zu sein, bis das 2018 Justify ebenfalls gelang.

## Belege
1. ↑  Kentucky Derby Purse Raised to Record $5 Million. Abgerufen am 3. Mai 2024 (englisch).
2. ↑  kentuckyderby.com: history 1874-1899 (Memento vom 6. Mai 2010 im Internet Archive) (englisch), abgefragt am 16. Mai 2011
3. ↑   pferderennen-international.de Die Geschichte des Kentucky Derbys: (deutsch), abgefragt am 14. März 2013
4. ↑  Kentucky Derby being postponed due to coronavirus, reports say. In: CBS News. 16. März 2020.
5. ↑  Secretariat favored, but no sure thing, in virtual Kentucky Derby Triple Crown Showdown, Tim Sullivan, Louisville Courier Journal vom 29. April, 2020
6. ↑  Secretariat once again proves he's the best in virtual Kentucky Derby's Triple Crown Showdown, Jason Frakes, Louisville Courier Journal, 2. Mai 2020
7. ↑  Caroline Pardilla: Surprise… The Kentucky Derby Hasn’t Sold Real Mint Juleps in 18 Years. In: eater.com. 1. Mai 2015, abgerufen am 6. August 2015 (englisch).
8. ↑  Churchill Downs, Japan Racing Association partner to create 'Japan Road to the Kentucky Road'. In: kentuckyderby.com. Abgerufen am 12. September 2016.
9. ↑  European series among changes to Derby points system. In: Daily Racing Form. Abgerufen am 1. September 2017 (englisch).
10. ↑  Road to Kentucky Derby will be less complex in 2013
11. ↑  Churchill Downs Refines 'Road to the Kentucky Derby', Oaks with Point System
12. ↑  Kentucky Derby Winners. In: www.kentuckyderby.com. Abgerufen am 3. Juli 2016 (amerikanisches Englisch).
13. ↑  Mage runs down Two Phil’s in stretch for Kentucky Derby victory. In: drf.com. Abgerufen am 7. Mai 2023 (englisch).
14. ↑  Melissa Hoppert:  Justify Wins Kentucky Derby, Conquering Rain, Mud and a 136-Year Curse In: New York Times. Abgerufen am 5. Mai 2018 (amerikanisches Englisch).